# Meine Schwester (2011)
Meine Schwester ist ein österreichisch-deutscher Kriminalfilm von Sascha Bigler aus dem Jahr 2011.

## Handlung
Katharina Wallner ist Inhaberin des kleinen Ladens Schatztruhe, in dem sie seit 25 Jahren Schauspielerdevotionalien verkauft. Nach dem Willen ihres Vermieters Heinz Ortner soll sie den Laden aufgeben, da Ortner ihn lukrativer vermieten will. Weil Ortners Vater Katharina einst Mietrecht auf Lebenszeit gewährt hat und Katharina nicht verkaufen will, spitzt sich der Streit zwischen Mieterin und Vermieter zu. Ortner lässt Hausmeister Ernst Schlenzer die Ladenschlösser verleimen und falsche Wallner-Todesanzeigen an Katharinas Ladenfenster leimen. Doch nicht nur Katharina hat unter Ortner zu leiden. Seine Freundin Mirjana, die unter Katharina wohnt, wird von Ortner regelmäßig geschlagen, während Mirjanas Tochter Lena von ihm belästigt wird und sich regelmäßig auf den Dachboden des Wohnhauses flüchtet.
In Katharinas Laden erscheint eines Tages ein Kunde, der ihr ein altes Foto verkauft. Es zeigt Katharina und ihre Schwester Hannah als Statisten am Set des Films Unruhige Mädchen. Katharina ist hingerissen und kauft das Foto an. Sie hat ihre Schwester seit fast 40 Jahren nicht mehr gesehen und ist daher überrascht, als sie kurze Zeit später vor ihr steht. Sie ist relativ distanziert, erklärt jedoch, sie sei zurückgekehrt, weil sie in Kürze sterben werde und daher die alte Heimat noch einmal wiedersehen wollte. Beide schauen sich alte Fotos an und Katharina schenkt Hannah eine Brosche aus dem Nachlass der verstorbenen Mutter. Ihr Gespräch wird vom Haustürklingeln unterbrochen. Es ist Lena, die Katharina um Hilfe bittet, weil Ortner mal wieder Mirjana schlägt. Katharina wählt den Polizei-Notruf, doch nimmt Hannah ihr den Hörer ab und erklärt dem Polizisten, sie habe sich getäuscht. Kurz darauf geht Hannah und hört im Treppenhaus den lautstarken Streit zwischen Ortner und Mirjana.
Am nächsten Morgen findet Hausmeister Ernst Schlenzer Ortner tot im Treppenhaus. Augenscheinlich ist er durch den Treppenhausschacht in die Tiefe gestürzt. Die Untersuchungen zeigen zudem, dass er vorher mit einem stumpfen Gegenstand niedergeschlagen wurde. Franz Graumann wird mit den Ermittlungen betraut, der etwas jüngere Thomas Velocek steht ihm zur Seite. Franz galt einst als Legende in Polizeikreisen. Seit sich seine Frau vor zwei Jahren das Leben genommen hat, ist er jedoch ein menschliches Wrack mit einem ernsten Alkoholproblem. Die Ermittler konzentrieren sich zunächst auf Mirjana, die durchaus in Notwehr gehandelt haben könnte. Sie gibt jedoch an, dass mitten in ihrem Streit die Türklingel geläutet habe, woraufhin Ortner aus der Wohnung gegangen und nicht zurückgekehrt sei.
Ernst Schlenzer sucht Katharina auf, habe er doch neben der Leiche Ortners ihre Brosche gefunden – die Katharina am Abend ihrer Schwester Hannah geschenkt hatte. Er will Geld von ihr, da er sie sonst bei der Polizei anzeigen werde. Katharina entgegnet, dass ihr die Brosche nicht mehr gehöre. Sie versucht, Hannah in ihrem Hotel zu treffen, doch ist Hannah dort gar nicht gemeldet. Sie ruft sie später auf dem Handy an. Sie treffen sich und Hannah gibt zu, Ortner getötet zu haben. Die Ermittler werten unterdessen Katharinas Notruf vom Tatabend aus und Franz erkennt, dass offensichtlich zwei verschiedene Frauen am Telefon sprechen, auch wenn sich ihre Stimmen sehr ähneln. Er sucht Katharina in ihrem Laden auf und sie gibt zu, dass ihre Schwester Hannah ihr am Abend den Hörer aus der Hand genommen hatte. Franz ist von Katharinas Laden begeistert, zumal er seit dem Tod seiner Frau seine Liebe zu den alten Filmen wiederentdeckt hat. Mit Katharina geht er in der Folgezeit mehrfach in ein Kino, das noch alte Wienerfilme mit Hans Moser und Co. zeigt. Hannah sind diese Treffen gar nicht recht, da sie glaubt, dass Franz Katharina nur aushorchen will.
Eines Tages erscheint erneut Ernst Schlenzer bei Katharina, um Geld für die Brosche zu erpressen. Hannah ruft ihn kurz darauf an und bietet 15.000 Euro für die Rückgabe der Brosche. Sie verabredet sich mit ihm in einem leerstehenden Haus, wo sie ihn umbringen will. Katharina folgt Hannah und will sie von ihrem Vorhaben abbringen. Franz erfährt unterdessen von den Spezialisten, dass auf dem Notruf in Wirklichkeit nur eine Person zu hören war – Katharina. Die Akten Hannahs, die sich Franz hat bringen lassen, weisen zudem darauf hin, dass sie vor 40 Jahren im Ausland Selbstmord begangen hat. Franz eilt zu Katharinas Haus, wo ihm der entsetzte Ernst Schlenzer entgegenkommt. Beide Frauen hätten versucht, ihn in dem leerstehenden Haus zu ermorden, sagt er aus, wobei er von Katharina gewarnt worden sei. Franz eilt in das leerstehende Haus und ruft Katharina zu, was er über ihre Schwester in Erfahrung hat bringen können. Katharina wird klar, dass sie sich Hannah nur eingebildet hat, ihre Stimme imitierte und auch den Mord an Ortner begangen haben muss. Sie will sich umbringen, doch rettet Franz sie. Er verhindert, dass sie auf dem Weg ins Krankenhaus aussagt und vertuscht in der Folge sämtliche Hinweise auf Katharina als Täterin. Stattdessen stellt er ihre Schwester als Täterin dar, die jedoch flüchtig sei. Zwar hat Thomas Zweifel an der Arbeit seines Vorgesetzten, lässt ihn jedoch gewähren. Katharina erkennt mit der Zeit, dass sie zwar die Täterin ist, jedoch nicht belangt werden wird. Mit Franz geht sie weiterhin zusammen ins Kino, auch wenn sie ihre Medikamente gegen ihre psychische Erkrankung nicht einnimmt – und daher ihre imaginäre Schwester selbst bei Kinobesuchen in ihrer Nähe weilt.

## Produktionshintergrund
Meine Schwester wurde ab Februar 2011 in Wien und Umgebung gedreht. Vor der Kamera standen dabei mehrere Mitglieder der Hörbiger-Familie: Neben den Schwestern Christiane und Maresa, die zum ersten Mal gemeinsam in einem Film auftraten, war auch ihr Neffe Cornelius Obonya, Sohn von Christianes und Maresas Schwester Elisabeth Orth, im Film zu sehen. Regie führte Christiane Hörbigers Sohn Sascha Bigler, weswegen in der Presse unter anderem von einer „Familienproduktion“ und einem „große[n] Familientreffen“ geschrieben wurde.
Der Film hatte im Oktober 2011 in Österreich auf ORF seine Premiere. Am 21. Februar 2013 lief der Kriminalfilm erstmals auf Dem Ersten im deutschen Fernsehen. Dabei wurde er von 5,49 Millionen Zuschauern gesehen, was einem Marktanteil von etwa 16,7 Prozent entsprach. Im April 2013 erschien der Film auf DVD.

## Kritiken
Für den film-dienst war Meine Schwester ein „verrätselter (Fernseh-)Kriminalfilm“, der vor allem aufgrund seiner Besetzung reizvoll sei. Die Frankfurter Rundschau nannte den Film einen „untypische[n] ARD-Degeto-Film […], der mehrmals das Tempo und den Ton wechselt, heiter und gemächlich beginnt, einen spannenden Mittelteil hat, bevor er düster und fast beklemmend wird.“